# Croton socotranus
Croton socotranus es una especie de arbusto o pequeño árbol de la familia Euphorbiaceae.

## Distribución geográfica
Croton socotranus está generalizada y en muchos lugares dominante en Socotra, en matorrales en las llanuras costeras, matorral suculento,  matorral submontano semicaduco y en comunidades de mosaico en las mesetas de piedra caliza, abundantes por debajo de 700 metros en la mayor parte de la isla. Es uno de los arbustos más comunes y extendidos o pequeños árboles de Socotra, sorprendentemente ausentes de las islas exteriores. Una especie variable con algunas formas muy particulares: el que se encuentra en la meseta de piedra caliza de West Socotra a menudo es un arbusto bajo o completamente postrado con hojas pequeñas, pero en los bosques protegidos (por ejemplo, en Wadi Ayheft) son árboles pequeños con relativamente grandes hojas y ramas gráciles. Otra forma muy particular, descrita como Croton pachyclados, tiene hojas sésiles, pequeñas y ramas horizontales gruesas, dándole una apariencia similar al cedro. Otra forma, que se encuentra a mayor altura, tiene una corteza blanca, pero por lo demás morfológicamente es indistinguible de la típica C. socotranus. Este reemplaza a C. socotranus en altitudes más altas (por ejemplo en la meseta Dixan) y es considerada inútil por la población local ya que su madera es blanda y no puede ser utilizada para la construcción. Todas estas formas parecen ser variantes de esta especie muy común y extendida. Muestras de hoja pequeña mencionados por Balfour (Bayley Balfour 1888) en C. sarocarpus se tratan aquí como C. socotranus debido a sus hojas más pequeñas, frutos y el tamaño global. Se produce la hoja después de la lluvia: en el lado sur de la isla en respuesta a las lluvias de verano (junio a septiembre) del monzón del suroeste, en el lado norte de la isla en respuesta a las lluvias de invierno (de octubre a enero) del monzón Nordeste.

## Taxonomía
Croton socotranus fue descrita por Isaac Bayley Balfour y publicado en Proceedings of the Royal Society of Edinburgh 12: 95. 1884.
Etimología
Ver: Croton
socotranus: epíteto geográfico que alude a su localización en Socotora.
Variedades
- Croton socotranus var. pachyclados (Radcl.-Sm.) Radcl.-Sm.

Sinonimia
- Croton pachyclados Radcl.-Sm.[3]